# Huawei Gallery
Huawei Gallery (o simplemente Gallery) es una aplicación de edición y gestión de fotografías y una aplicación informática de intercambio de fotografía y de vídeo y servicio de almacenamiento desarrollada por Huawei.
Fue lanzado el 27 de septiembre de 2017 para los dispositivos Huawei con el sistema operativo HarmonyOS y Android.

## Características

### Servicio
Huawei Gallery es un intercambiador de fotos y de vídeo y servicio de almacenamiento de Huawei que está vinculado a la cuota que ofrece Huawei Mobile Cloud de espacio gratuito para almacenar sus Fotos y Videos. 
El servicio de Galería analiza y organiza las imágenes en grupos y se puede identificar características tales como playas, skylines, comida, paisajes, documentos, vehículos, montañas, flores, edificios, comida en grupo, gatos, perros etcétera. Desde la ventana Descubrir, a los usuarios se le muestran grupos de fotos en cuatro grandes categorías: Personas, Ubicación, Misceláneos y Modo Cámara. El servicio analiza las fotos de la cara y las similares las agrupa juntas en la categoría de Personas. Los usuarios pueden eliminar manualmente los errores de categorización.
Los beneficiarios de las imágenes compartidas pueden ver las galerías web sin necesidad de descargar la aplicación.

### Galería de fotos y videos de Huawei Mobile Cloud
La galería de fotos y videos de Huawei Mobile Cloud está fuertemente integrada en el programa, mantener las fotos y videos sincronizados con varios dispositivos Huawei designados por el usuario (como laptops, tabletas y teléfonos inteligentes Huawei), incluidas las ediciones y las estructuras de los álbumes. El almacenamiento comienza en 5 GB gratuitos, y la cuota de almacenamiento puede ser ampliada mediante diferentes planes de pago de hasta 2048 GB desde Huawei Mobile Cloud. Es posible acceder a la Huawei Gallery a través del sitio web (cloud.huawei.com) desde cualquier dispositivo.